# Holasovice
Holasovice település Csehországban, a Opavai járásban. Holasovice Opava, Brumovice, Velké Heraltice, Stěbořice és Neplachovice településekkel határos. Lakosainak száma 1366 fő (2024. január 1.).

## Népesség
A település lakosságának változását az alábbi diagram mutatja:
| Lakosok száma | 1569 | 1817 | 1708 | 1516 | 1320 | 1394 | 1359 | 1359 | 1389 | 1366 |
|               | 1869 | 1890 | 1921 | 1950 | 1980 | 2001 | 2017 | 2019 | 2022 | 2024 |